# تصنيف رياضة الشلل الدماغي
تصنيف رياضة الشلل الدماغي هو نظام تصنيف يستخدمه الرياضيون الذين يشملون أشخاصًا مصابين بالشلل الدماغي (CP) بدرجات متفاوتة من الشدة للتنافس بشكل عادل ضد بعضهم البعض وضد الآخرين الذين يعانون من أنواع مختلفة من الإعاقات. بشكل عام،تعمل الجمعية الدولية للرياضة والترفيه لمرضى الشلل الدماغي (CP-ISRA) كهيئة مسؤولة عن تصنيف رياضة الشلل الدماغي،على الرغم من أن بعض الرياضات لديها أنظمة تصنيف خاصة بها تنطبق على الرياضيين المصابين بالشلل الدماغي.
أُدرج الأشخاص المصابين بالشلل الدماغي لأول مرة في الألعاب البارالمبية عام 1980 في أرنهيم بهولندا في وقت لم يكن فيه سوى أربع فئات من المصابين بالشلل الدماغي. وفي السنوات القليلة التالية،تأسست منظمة دولية متخصصة في الرياضات البولينجية،وهي CP-ISRA،وتولت دور إدارة التصنيف. ثم بدأ النظام في التحول من نظام التصنيف الطبي إلى نظام التصنيف الوظيفي. ولم يكن هذا الأمر خاليًا من الجدل،إذ كان يمثل خطوة للسماح للأشخاص ذوي الإعاقات المختلفة بالتنافس ضد بعضهم البعض،وقد أدى ذلك إلى ردود فعل سلبية. لقد حدثت عملية إصلاح كبرى للتصنيف خلال العقد الأول من القرن الحادي والعشرين. وفي الوقت نفسه،بدأت الرياضات الفردية في تطوير أنظمة تصنيف رياضية خاصة بها.
يتضمن نظام التصنيف الذي طورته CP-ISRA ثماني فئات:CP1، CP2CP3، CP4، CP5، CP6، CP7 و CP8. يمكن تجميع هذه الفئات بشكل عام إلى فئات الكراسي المتحركة العلوية والكراسي المتحركة والمشي. CP1 هي فئة الكراسي المتحركة العلوية،في حين أن CP2 وCP3 وCP4 هي فئات الكراسي المتحركة العامة. CP5،CP6،CP7 و CP8 هي فئات متحركة. تستخدم الرياضات الأخرى نسخة من هذا النظام،أو لديها نظام مختلف تمامًا،أو لديها نظام بفئة واحدة يكون أعضاء فئات CP معينة مؤهلين للمشاركة فيها. إن عملية التصنيف تعتمد على الرياضة. وهو يشمل عمومًا الفحص الطبي والمراقبة أثناء التدريب والمراقبة أثناء المنافسة.
تصنيف الرياضات الشلل الدماغي،وتصنيف الرياضات ذات الإعاقة،ليس نظامًا خاليًا من النقد. وتتضمن الشكاوى المقدمة بشأن هذا النظام أنه يخلق حالة من عدم العدالة عندما يتعين على الرياضيين المصابين بالشلل الدماغي التنافس ضد رياضيين يعانون من أنواع أخرى من الإعاقات،وأنه يثبط مشاركة الأشخاص المصابين بأشد أشكال الشلل الدماغي،وأن التغييرات في النظام يمكن أن تترك الرياضيين غير مستعدين.

## غاية
الغرض من التصنيف هو ضمان المنافسة العادلة بين الرياضيين ذوي درجات الإعاقات المختلفة. صُمم النظام لقياس القدرة الوظيفية،وليس المهارة. لا يستخدم نظام التصنيف نظامًا قائمًا على الأداء لأن مثل هذا النظام سيكون غير عادل.

## الحوكمة
تُصنف رياضة الشلل الدماغي بشكل عام بواسطة جمعية الشلل الدماغي الدولية للرياضة والترفيه (CP-ISRA). تأسست المنظمة في عام 1978 لمساعدة الرياضيين الذين يعانون من الشلل الدماغي،أو إصابة الدماغ الرضحية،أو السكتة الدماغية،أو حالة ذات صلة. ويُعامل مع التصنيف على المستوى الوطني من قبل منظمات الرياضة CP. في الولايات المتحدة،هي جمعية الشلل الدماغي الأمريكية.
تاريخيًا، كُلفت CP-ISRA والمنظمات الوطنية الأعضاء فيها بالحفاظ على نظام التصنيف لعدد من الرياضات بما في ذلك ألعاب القوى والسباحة وركوب الدراجات والركض الريفي. تتمتع بعض الرياضات بعملية تصنيف خاصة بها وهيئات مسؤولة عن إدارة التصنيف. الاتحاد الدولي لكرة القدم هو الهيئة التصنيفية لكرة القدم المكونة من 7 لاعبين. اللجنة الدولية لتنس الطاولة البارالمبية،وهي لجنة فرعية تابعة للاتحاد الدولي لتنس الطاولة، مسؤولة عن تصنيف تنس الطاولة. يُعد تصنيف البارا تايكواندو التابع لاتحاد التايكوندو العالمي بمثابة الوثيقة الحاكمة للبارا تايكواندو.

## أنواع الإعاقة وتعريفاتها
صُمم نظام تصنيف رياضة الشلل الدماغي للأشخاص الذين يعانون من عدة أنواع من الشلل والحركة بما في ذلك الشلل الرباعي، والشلل الثلاثي، والشلل المزدوج، والشلل النصفي، والشلل الأحادي، والتشنج، والكنع، والترنح. يؤثر الشلل الرباعي على الجسم بأكمله، بما في ذلك الرأس والجذع وجميع الأطراف. يؤثر الوتر الثلاثي على ثلاثة من الأطراف الأربعة. الشلل المزدوج هو عندما يكون هناك استخدام وظيفي أكبر للأطراف السفلية مقارنة بالأطراف العلوية. الشلل النصفي هو نوع من الشلل الذي يؤثر على جانب واحد من الجسم. الشلل الأحادي هو حالة تؤثر على طرف واحد فقط. يحد التشنج من حركة العضلات نتيجة لشد العضلات.
الكنع هو حالة تؤدي إلى تلف العقد القاعدية. يعاني الأشخاص المصابون بهذه الحالة من حركات لا إرادية في أطرافهم، وتزداد هذه الحركات اللاإرادية سوءًا عندما يكون الشخص تحت ضغط. قد يصاحب مرض الكنع خلل التلفظ. يتضمن الرنح عدم القدرة على التنسيق، وعدم القدرة على الانخراط في المهارات الحركية الدقيقة والسريعة. قد يعاني الأشخاص المصابون بهذه الحالة من مشاكل في التوازن وصعوبة في التحكم في الجذع. غالبًا ما يكون الرنح نتيجة لتلف المخيخ.

## تاريخ
أُدرج الأشخاص المصابين بالشلل الدماغي لأول مرة في الألعاب البارالمبية عام 1980 في أرنهيم، هولندا. على الرغم من وجود أربع فصول في ذلك الوقت، إلا أن الفئتين الأعلى أداءً فقط هما اللتان ضمنوا في البرنامج. عُرفت الفئات الأربع حول التنسيق وأنواع الشلل الدماغي والقدرات الوظيفية.
كانت CP-ISRA في الأصل جزءًا من منظمة أوسع، ثم أصبحت منظمة مستقلة في عام 1981. أُعترف بالمستوى الوطني لمنظمات CP و CP الرياضية في نفس الوقت. في عام 1982، وسع نظام التصنيف من أربع فئات إلى ثماني فئات. وقد شملت أربع فئات للمشي وأربع فئات للكراسي المتحركة، واستخدمت نظام تصنيف وظيفي.
في عام 1983، قامت CP-ISRA بتصنيف منافسي الشلل الدماغي لمجموعة متنوعة من الرياضات بما في ذلك البوتشيا وألعاب القوى. استند التصنيف إلى النظام المصمم لأحداث ألعاب القوى الميدانية ولكنه استخدم في مجموعة متنوعة من الرياضات بما في ذلك الرماية والبوتشيا. صُمم النظام في الأصل بخمسة تصنيفات. صُمم النظام بعد استشارة خبراء طبيين من منظمتين رياضيتين دوليتين أخريين، ISOD و ICPS. لقد عرّفوا الشلل الدماغي بأنه فيلق دماغي غير تقدمي يؤدي إلى ضعف. كان الأشخاص المصابون بالشلل الدماغي أو تلف الدماغ غير التقدمي مؤهلين للتصنيف من قبلهم. تعاملت المنظمة أيضًا مع التصنيف للأشخاص الذين يعانون من إعاقات مماثلة. بالنسبة لنظام التصنيف الخاص بهم، لم يكن الأشخاص المصابون بالسنسنة المشقوقة مؤهلين ما لم يكن لديهم دليل طبي على خلل في الحركة. كان الأشخاص المصابون بالشلل الدماغي والصرع مؤهلين بشرط ألا تتداخل الحالة مع قدرتهم على المنافسة. كان الأشخاص الذين أصيبوا بسكتات دماغية مؤهلين للتصنيف بعد الحصول على الموافقة الطبية. لم يكن المتنافسون المصابون بالتصلب المتعدد واعتلال العضلات واعتلال المفاصل مؤهلين للتصنيف من قبل CP-ISRA، لكنهم كانوا مؤهلين للتصنيف من قبل المنظمة الدولية للرياضة للأشخاص ذوي الإعاقة لألعاب الآخرين.
في دورة الألعاب البارالمبية الصيفية لعام 1984، أُضيفت الرياضات المخصصة للمصابين بالشلل الدماغي فقط إلى البرنامج لأول مرة مع إدراج كرة القدم والبوتشيا للمصابين بالشلل الدماغي.
بحلول تسعينيات القرن العشرين، ابتعدت الرياضة المخصصة للأشخاص ذوي الإعاقة عن أنظمة التصنيف الطبية وبدأت في استخدام أنظمة قائمة على الوظائف. تزامن هذا الإجراء مع إجراءات عام 1992 التي شهدت تولي اللجنة البارالمبية الدولية رسميًا إدارة عدد من الرياضات الخاصة بالأشخاص ذوي الإعاقة. وفي الوقت نفسه، كانت هناك جهود لتقليص عدد التصنيفات المستخدمة في الرياضة الخاصة بالإعاقة من خلال الجمع بينها. كان لدى جاك وينشتاين بعض الاعتراضات على هذا في ذلك الوقت، مدعيًا أن الرياضيين على الكراسي المتحركة قد يكونون في وضع غير مؤاتٍ عند التنافس مع الأشخاص المصابين بالشلل الدماغي الذين يستخدمون الكراسي المتحركة بشكل أقل تكرارًا. وقد سار هذا الجهد جنباً إلى جنب مع الجهود الرامية إلى خفض العدد الإجمالي للميداليات، حيث واجهت الألعاب انتقادات مفادها أنه في كثير من الحالات، بدا وكأن الناس مضطرون إلى الحضور فقط للفوز بميدالية. وكان هذا يتعارض مع الجهود المبذولة لتطوير الألعاب لتصبح منافسة رياضية حقيقية للنخبة.
في دورة الألعاب البارالمبية الصيفية لعام 1992، أصبح من الممكن المشاركة في أنواع الإعاقة المرتبطة بالشلل الدماغي لأول مرة، حيث صُنفت من خلال CP-ISRA. لقد استخدموا نظامًا يعتمد إلى حد كبير على نوع الإعاقة، مع مراعاة بعض الجوانب الوظيفية لبعض الرياضات. استخدمت السباحة وألعاب القوى وتنس الطاولة نظام تصنيف طبي لألعاب برشلونة. كانت دورة الألعاب البارالمبية الصيفية لعام 1996 في أتلانتا هي الأولى التي دُمجت السباحة بشكل كامل على أساس الإعاقة الوظيفية، حيث لم تعد التصنيفات مقسمة إلى فئات على أساس أنواع الإعاقة الأربعة: ضعف البصر، والشلل الدماغي، وبتر الأطراف، ورياضة الكراسي المتحركة. لم تعد البلدان تمتلك فرق سباحة وطنية متعددة على أساس نوع الإعاقة، بل كان لديها بدلاً من ذلك فريق وطني واحد مختلط الإعاقة. في نهاية عام 1996، كان لدى CP-ISRA 22 مصنفًا دوليًا. نُشرت القواعد التصنيفية الأولى لتنس الطاولة من قبل الاتحاد الدولي لتنس الطاولة في سبتمبر 1996.
ونتيجة للمشكلات التي واجهتها دورة الألعاب البارالمبية الدولية في تحديد الوظائف بشكل موضوعي، والتي أعاقت دورة الألعاب البارالمبية التي أقيمت في برشلونة، كشفت اللجنة البارالمبية الدولية عن خطط لتطوير نظام تصنيف جديد في عام 2003. دخل نظام التصنيف هذا حيز التنفيذ في عام 2007، وحدد عشرة أنواع مختلفة من الإعاقة المؤهلة للمشاركة على المستوى البارالمبي. لقد تطلب الأمر أن يكون التصنيف محددًا للرياضة، وكان له دوران. الأول هو أنه حدد الأهلية للمشاركة في الرياضة وأنه أنشأ مجموعات محددة من الرياضيين المؤهلين للمشاركة وفي أي فئة. وقد تركت اللجنة الدولية للصليب الأحمر للاتحادات الدولية مهمة تطوير أنظمة التصنيف الخاصة بها ضمن هذا الإطار، مع اشتراط أن تستخدم أنظمة التصنيف الخاصة بها نهجًا قائمًا على الأدلة تم تطويره من خلال البحث.
في عام 2009، غُيرت قواعد تصنيف ألعاب القوى التابعة للجنة البارالمبية الدولية نتيجة للتوصيات التي وافق عليها المجلس. تؤثر هذه التغييرات على رياضيي الشلل الدماغي. أصدرت CP-ISRA نسخة محدثة من نظام التصنيف الخاص بها في عام 2009.
عندما أطلق الاتحاد العالمي للتايكوندو في البداية الجانب البارالمبي من رياضته، استخدم نظام التصنيف CP-ISRA لكنه انتقل إلى رمزه الخاص بالتشاور مع CP-ISRA في عام 2015.

## الفصول الدراسية
يتضمن نظام التصنيف الذي طورته CP-ISRA ثماني فئات: CP1، CP2، CP3، CP4، CP5، CP6، CP7 وCP8. يمكن تجميع هذه الفئات بشكل عام إلى فئات الكراسي المتحركة العلوية والكراسي المتحركة والمشي. CP1 هي فئة الكراسي المتحركة العلوية، في حين أن CP2 وCP3 وCP4 هي فئات الكراسي المتحركة العامة. CP5 وCP6 وCP7 وCP8 هي فئات متحركة.

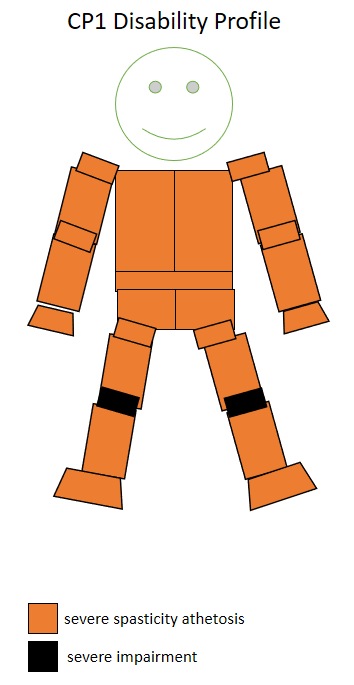
نوع الإعاقة للرياضيين المصنفين CP1
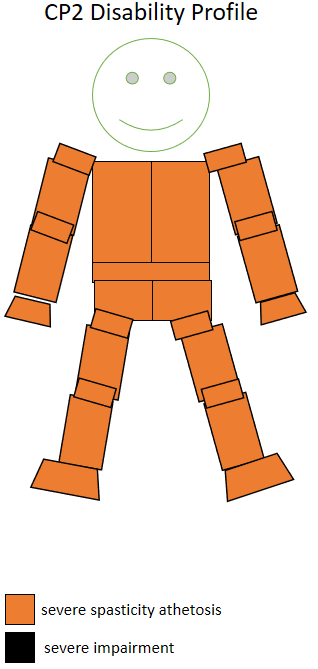
نوع الإعاقة للرياضيين المصنفين CP2
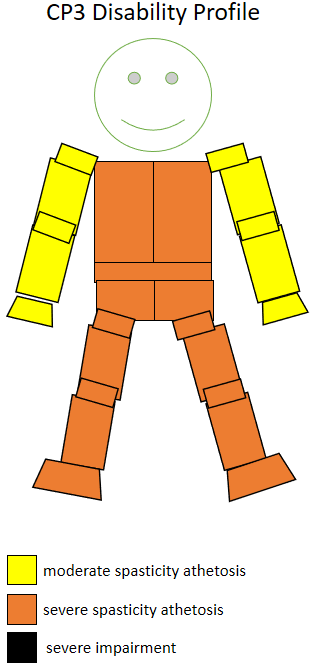
نوع الإعاقة للرياضيين المصنفين CP3
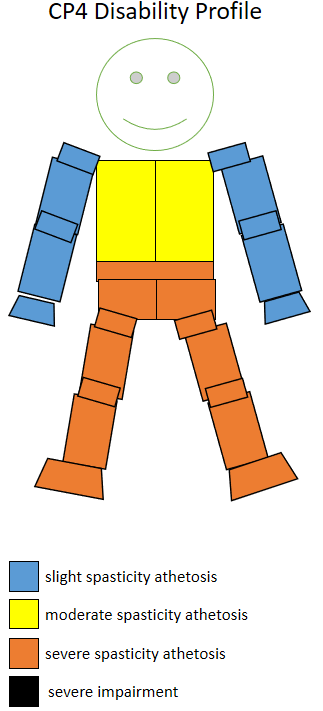
نوع الإعاقة للرياضيين المصنفين CP4
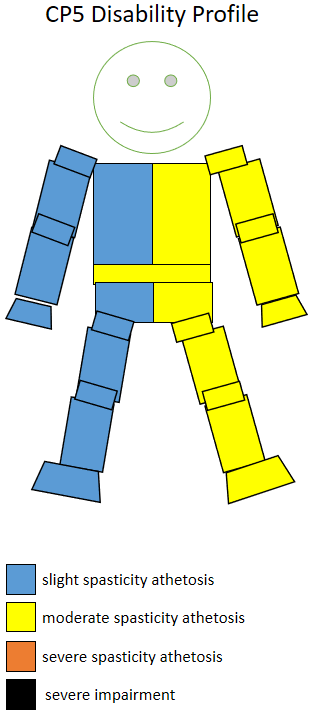
نوع الإعاقة للرياضيين المصنفين CP5
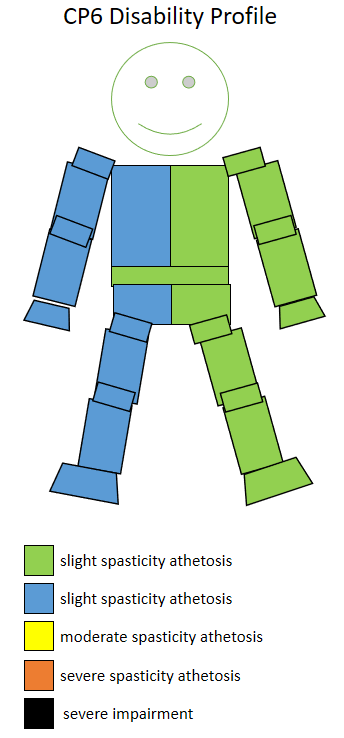
نوع الإعاقة للرياضيين المصنفين CP6
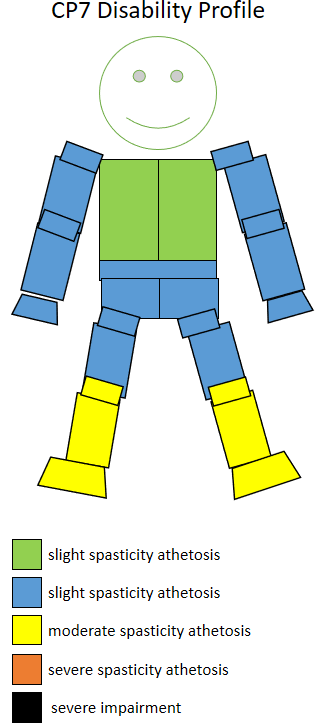
نوع الإعاقة للرياضيين المصنفين CP7
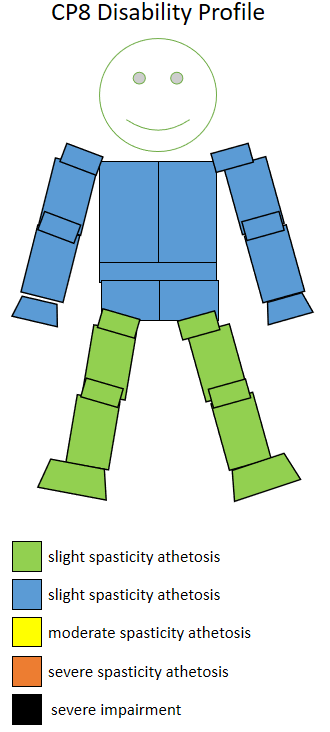
نوع الإعاقة للرياضيين المصنفين CP8

لقد استخدمت بعض الرياضات هذه الفئات تاريخيًا دون إجراء تصنيف محدد للرياضة. هذا هو الحال بالنسبة لكرة القدم CP، والتي تستخدم وتكون مفتوحة فقط لفئات CP5 وCP6 وCP7 وCP8. تستخدم كرة القدم CP أحيانًا أسماء تصنيف مختلفة، حيث يعكس FT5 CP5، ويعكس FT6 CP6، ويعكس FT7 CP7، ويعكس FT8 CP8. تتطلب قواعد هذه الرياضة أن يتواجد لاعب واحد على الأقل من الفئة CP5 أو CP6 في الملعب في أي لحظة، وإذا لم يتمكن الفريق من القيام بذلك، فإنهم يلعبون لاعبًا واحدًا فقط.
تستخدم الرياضات المختلفة فئات مختلفة، حيث تعكس بعض هذه الأنظمة الفئات المستخدمة في CP-ISRA، بينما تسمح في الوقت نفسه للرياضيين بالتنافس ضد أشخاص يعانون من إعاقات وظيفية مماثلة. يوجد في ألعاب القوى نظام واحد من هذا القبيل، حيث تعكس الفئات من T31 إلى T38 الفئات من CP1 إلى CP8 لأحداث المضمار، والفئات من F31 إلى F38 لأحداث الميدان. لكن هذا ليس هو الحال دائمًا، وقد يُجمع بعض الرياضيين المصابين بالشلل الدماغي في فئتين T وF في الخمسينيات للأشخاص الذين يستخدمون الكراسي المتحركة. يمكن تجميع الرياضيين CP2 في F52 أو F53. يمكن تصنيف الرياضيين CP3 إلى F53 أو F54 أو F55. يمكن تصنيف الرياضيين في CP4 إلى F54 أو F55 أو F56. يمكن تصنيف رياضيي CP5 على أنهم F56.
التصنيف المستخدم من قبل UCI لا يعكس النظام المستخدم من قبل CP-ISRA. بدلاً من ذلك، تشمل الفئات المؤهلة T1 و T2 و H1 و C3 و C4. يتم تصنيف الأشخاص المصابين بـ CP1 وCP2 وCP3 وCP4 على أنهم من النوع الأول ويستخدمون دراجة ثلاثية العجلات. المتسابقون من الفئتين CP5 وCP6 مؤهلون للتنافس في فئة الدراجات C3. يجوز لـ CP7 و CP8 التنافس على دراجة في فئة C4.  CP3 مؤهلون للتنافس في فئة H1 للدراجات اليدوية.
كما أن السباحة لا تستخدم الفصول ذات الصلة بـ CP-ISRA. يُصنف الأشخاص المصابين بأشكال الشلل النصفي من الشلل الدماغي إلى S8 أو S9 أو S10 اعتمادًا على شدة الشلل النصفي. تعتبر رياضة تنس الطاولة هي نفسها، حيث تكون الفصول مفتوحة للمتنافسين في CP ولكن لا يُستخدم نظام CP-ISRA كدليل لكيفية تصنيف لاعبي تنس الطاولة. تتوفر الفصول 6 و7 و8 و9 في تنس الطاولة للأشخاص المصابين بالشلل الدماغي، مع عملية تصنيف رياضية محددة لتحديد الفئة التي ينتمون إليها والتي تعتمد غالبًا على وظائف الذراع واليد أكثر من الرياضات الأخرى.
بعض الرياضات مثل رفع الأثقال ليس لها فئات مختلفة. وبدلاً من ذلك، يتنافس الجميع في فئات تعتمد على الوزن، مع وجود متطلبات الحد الأدنى والحد الأقصى للإعاقة. الفئات CP-ISRA CP3، CP4، CP5، CP6، CP7 وCP8 مؤهلة للمشاركة في رفع الأثقال. تعتبر رياضة الكيرلنج على الكراسي المتحركة هي نفسها، حيث أن فئات CP-ISRA من CP3 وCP4 وCP5 مؤهلة للمشاركة في هذه الرياضة. تعتبر رياضة الهوكي على الزلاجات ورقصة الكراسي المتحركة متشابهتين، حيث أن أعلى فئة مؤهلة للمشاركين هي CP7. الكرة الطائرة الواقفة، المفتوحة للأشخاص ذوي أنواع مختلفة من الإعاقات، مشابهة أيضًا، ولكنها تقتصر فقط على المتنافسين في CP7 وCP8.

## عملية التصنيف

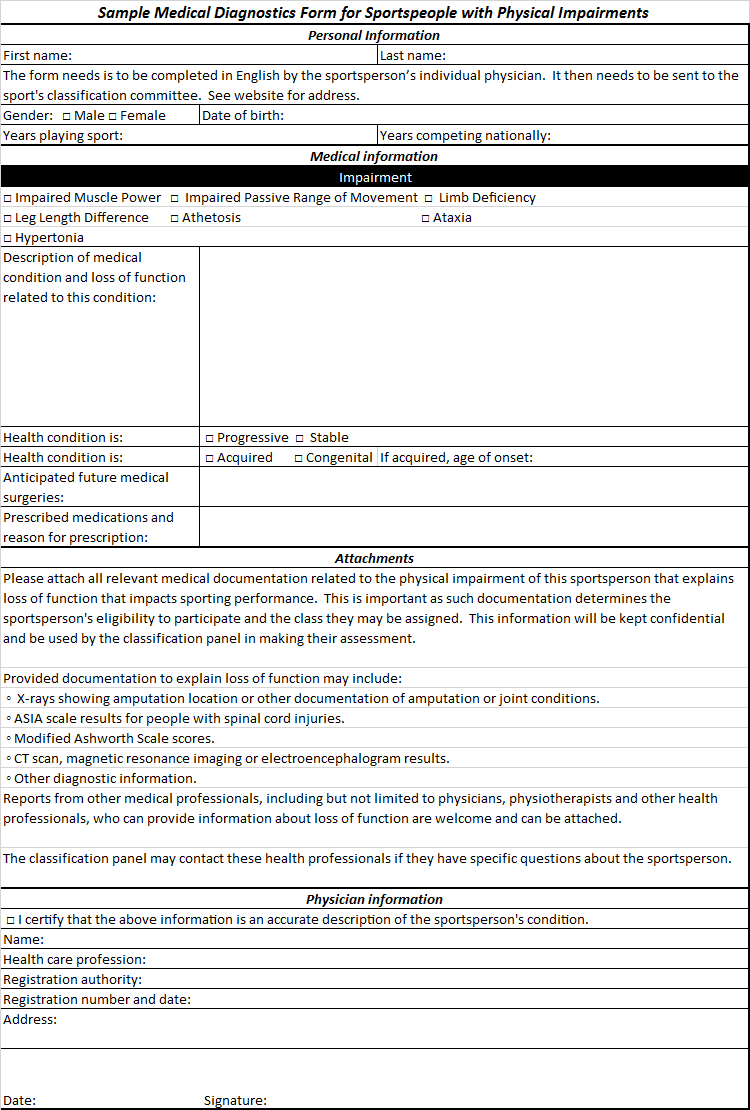
نموذج تصنيف طبي. وسوف يحتاج الرياضيون إلى إرسال بعض نماذج هذه المعلومات إلى لجنة التصنيف.

إن عملية التصنيف غالبًا ما تكون خاصة بالرياضة. كقاعدة عامة، يحضر الرياضيون من CP1 إلى CP4 التصنيف على كرسي متحرك. قد يؤدي عدم القيام بذلك إلى تصنيفهم كمتنافسين في فئة CP المتحركة مثل CP5 أو CP6، أو فئة رياضية محددة ذات صلة.

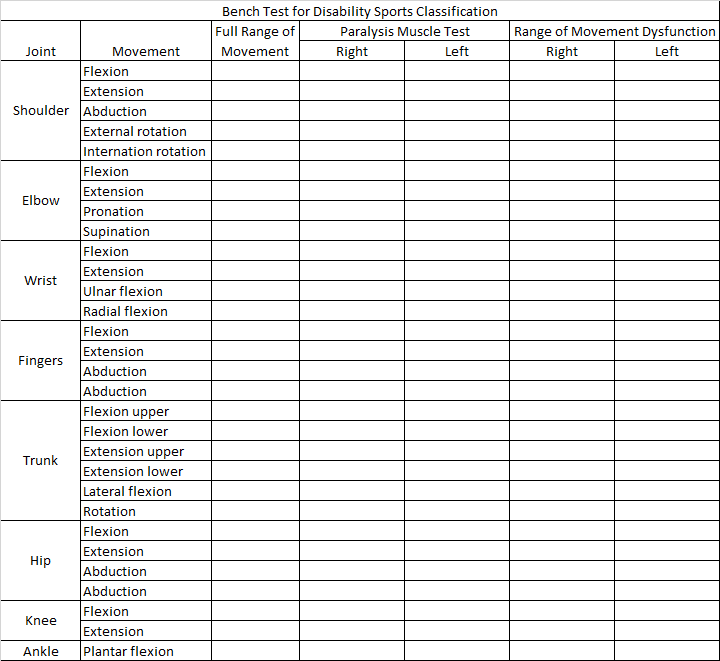
نموذج قياسي لضغط المقعد يستخدم للتصنيف الوظيفي للرياضيين على الكراسي المتحركة.

أحد الوسائل القياسية لتقييم التصنيف الوظيفي هو اختبار المقعد، والذي يستخدم في السباحة وبولينج العشب والمبارزة بالكراسي المتحركة.   باستخدام قياسات مجلس البحوث المتكيفة (MRC)، يتم اختبار قوة العضلات باستخدام ضغط المقعد لمجموعة متنوعة من الإعاقات، ويتم تقييم العضلة على مقياس من 1 إلى 5 للأشخاص المصابين بالشلل الدماغي وقضايا أخرى تتعلق بتشنج العضلات. 1 هو عدم وجود حركة وظيفية للعضلة أو حيث لا يوجد تنسيق حركي. A 2 هو نطاق حركة العضلات الطبيعية التي لا تتجاوز 25% أو حيث يمكن أن تتم الحركة فقط بصعوبة كبيرة، وحتى في هذه الحالة، ببطء شديد. أ 3 هو المكان الذي لا يتجاوز فيه نطاق الحركة العضلية الطبيعية 50٪. 4 هو عندما لا يتجاوز نطاق حركة العضلات الطبيعية 75٪ أو يكون هناك عدم تنسيق طفيف في حركة العضلات. الرقم 5 هو للحركة العضلية الطبيعية.  
يشتمل التصنيف الوظيفي للسباحة بشكل عام على ثلاثة مكونات. الأول هو تمرين ضغط المقعد. الثاني هو اختبار المياه. والثالث هو في مراقبة المنافسة. كجزء من اختبار المياه، غالبًا ما يُطلب من السباحين إظهار تقنيات السباحة الخاصة بهم لجميع الضربات الأربع. يسبحون عادة مسافة 25 متراً لكل ضربة. ويُطلب منهم عمومًا أيضًا توضيح كيفية دخولهم إلى الماء وكيفية دورانهم في المسبح.
يتعين على لاعبي كرة القدم في الدوري الإسباني أولاً الخضوع للتصنيف على المستوى الوطني قبل أن يكونوا مؤهلين للتصنيف الدولي. المرحلة الأولى من التصنيف الدولي تتضمن التقييم البدني. قد يتضمن هذا تصنيفات من الخبراء الطبيين. المرحلة الثانية تتضمن مراقبة لاعب كرة القدم وهو يمارس مهاراته الرياضية المحددة في بيئة غير تنافسية. المرحلة الثالثة تتضمن قيام المصنفين بمراقبة اللاعب أثناء المنافسة لمدة لا تقل عن 30 دقيقة. بعد ذلك، تقوم لجنة التصنيف بتعيين لاعب كرة القدم إلى فئة، والتي قد تشمل أيضًا "غير مؤهل".

## الانتقادات

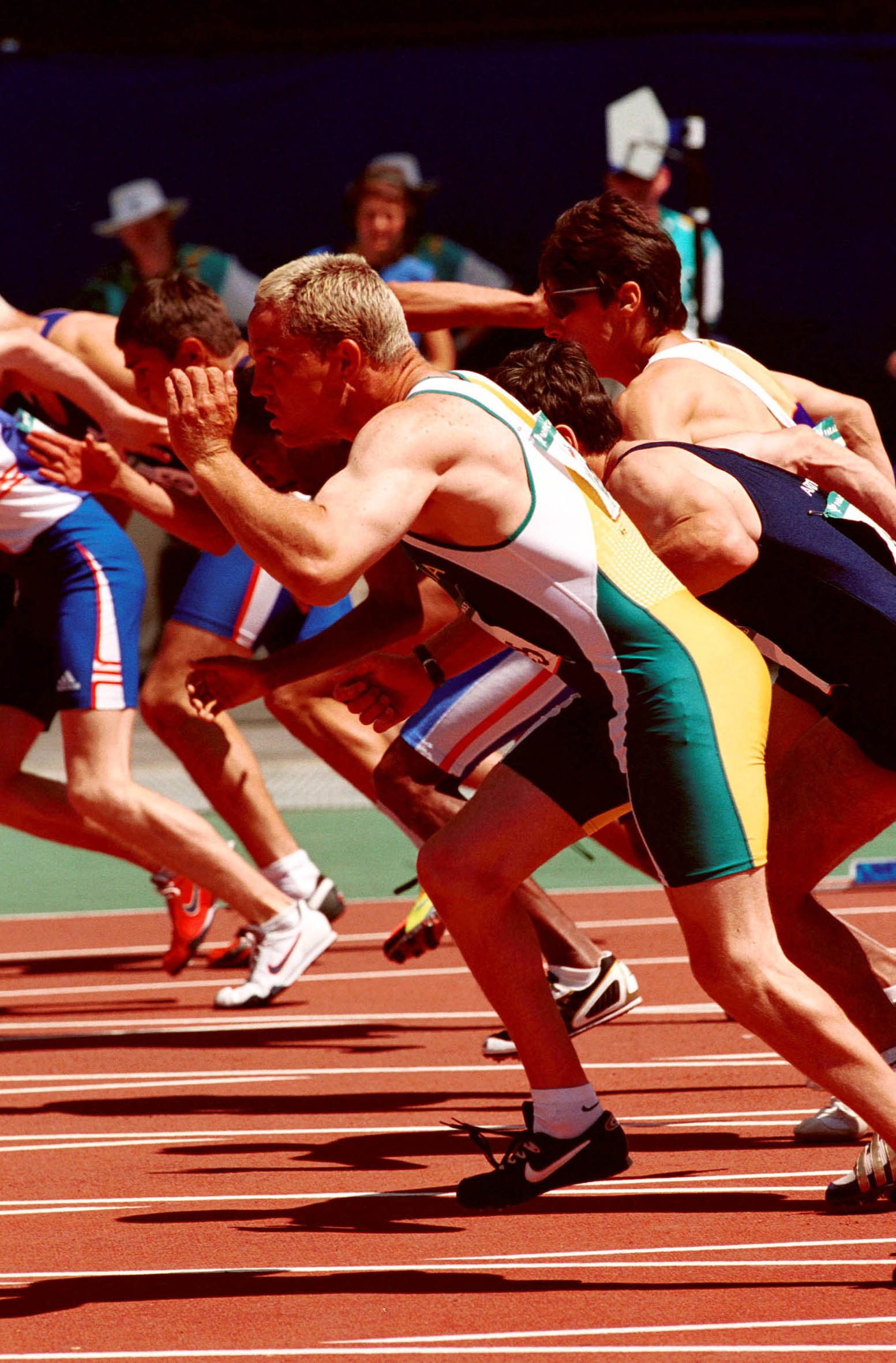
هاميش ماكدونالد في دورة الألعاب البارالمبية الصيفية عام 2000 في سيدني.

لقد كانت هناك بعض الانتقادات لنظام التصنيف عندما يسمح للأشخاص المصابين بالشلل الدماغي بالتنافس ضد آخرين يعانون من إعاقات مختلفة. في بعض الحالات، يكون هذا الانتقاد بسبب أن النتيجة هي جعل الرياضة أقل شمولاً، مع كون مثال كرة السلة على الكراسي المتحركة هو أن المتنافسين في فئتي CP2 وCP3 لا يمكنهم اللعب. في ألعاب القوى، يُنظر إلى الجمع بين فئات الكراسي المتحركة على أنه أمر ضار بمشاركة الرجال المصابين بالشلل الدماغي في أحداث المضمار حيث لا يمكنهم الحصول على نفس الأوقات مثل الآخرين ذوي الإعاقات المماثلة في فئتهم.
هناك انتقاد آخر لنظام التصنيف بشكل عام، وهو انتقاد ذو صلة خاصة برياضات ذوي الاحتياجات الخاصة نظرًا لأن لاعبيها يشكلون الجزء الأكبر من الأشخاص ذوي الإعاقات الشديدة، وهو أن تسويق الحركة البارالمبية أدى إلى تقليل الفئات في الرياضات الأكثر شعبية للأشخاص ذوي الإعاقات الشديدة لأن هذه الفئات غالبًا ما تكون تكاليف دعمها أعلى بكثير.
أدت التغييرات في عملية التصنيف إلى ترك بعض الرياضيين غير مستعدين وغير قادرين على المنافسة بسبب إلغاء الأحداث الخاصة بفئاتهم. ومن الأمثلة على ذلك الرياضي الأسترالي المصاب بالشلل الدماغي هاميش ماكدونالد الذي لم يتمكن من الدفاع عن الميدالية الذهبية في دورة الألعاب الأولمبية لعام 2000 بسبب إقصاء تصنيفه بعد دورة الألعاب البارالمبية الصيفية لعام 1996. ولم يتم إيصال هذا الأمر بشكل جيد إلى الرياضيين. ذهب هاميش إلى محكمة التحكيم الرياضية ليطالب بالسماح له بالمنافسة في فئة الكراسي المتحركة. في حين انحازت CAS إلى جانب ماكدونالد، إلا أن المدير الطبي للجنة الأولمبية الدولية مايكل رايدنج، ورئيس تصنيف الكراسي المتحركة في اللجنة الأولمبية الدولية ماتس لافربورن، والمصنف الأسترالي جون بورك، تجاوزوا هذا القرار. كما تعرض نظام التصنيف لانتقادات من بعض المشاركين في الألعاب البارالمبية السابقة باعتباره أداة للتحكم في الجسم وتحديده.
عندما يتعلق الأمر بأنظمة التصنيف المتكاملة، حيث يتنافس الرياضيون المصابون بالشلل الدماغي مع أولئك الذين يعانون من إعاقات أخرى، كان أحد الانتقادات هو أن طبيعة الشلل الدماغي هي أن بذل المزيد من الجهد يؤدي إلى انخفاض البراعة والحركات الحركية الدقيقة. وهذا يضع المنافسين المصابين بالشلل الدماغي في وضع غير مؤات عند التنافس مع الأشخاص الذين يعانون من بتر الأطراف والذين لا يفقدون التنسيق نتيجة للجهد المبذول. وهذا يمثل مشكلة خاصة في حالة السباحة.